# 1910
- Wikisource

| Calendário gregoriano                                                        | 1910 MCMX                            |
| Ab urbe condita                                                              | 2663                                 |
| Calendário arménio                                                           | 1359 – 1360                          |
| Calendário bahá'í                                                            | 66 – 67                              |
| Calendário budista                                                           | 2454                                 |
| Calendário chinês                                                            | 4606 – 4607 Início a 10 de fevereiro |
| Calendário copta                                                             | 1626 – 1627                          |
| Calendário etíope                                                            | 1902 – 1903                          |
| Calendários hindus - Vikram Samvat - Calendário nacional indiano - Cáli Iuga | 1965 – 1966 1831 – 1832 5010 – 5011  |
| Calendário Holoceno                                                          | 11910                                |
| Calendário islâmico                                                          | 1328 – 1329                          |
| Calendário judaico                                                           | 5670 – 5671 Início a 4 de outubro    |
| Calendário persa                                                             | 1288 – 1289 Início a 22 de março     |
| Calendário rúnico                                                            | 2160                                 |
| Calendário solar tailandês                                                   | 2453                                 |

1910 (MCMX, na numeração romana)  foi um ano comum do século XX do actual Calendário Gregoriano, da Era de Cristo, e a sua letra dominical foi B (52 semanas), teve início a um sábado e terminou também a um sábado.
| Ano completo                   |
| ------------------------------ |
| Ano comum com início ao sábado |

## Eventos
- 1 de janeiro - Fundação do Club Atlético Vélez Sarsfield da Argentina
- Ocorre a Campanha Civilista de Rui Barbosa para a Presidência do Brasil.
- 1 de Março - Ocorre a sexta Eleição Presidencial do Brasil.
- 31 de Maio - Independência da União Sul-Africana atual África do Sul.
- 1 de junho - Fundação de Caxias do Sul, município do Rio Grande do Sul
- 24 de Junho - Fundação do Anonima Lombarda Fabricca Automobili - A.L.F.A.
- 20 de Setembro - Fundação do Club Sport Marítimo
- 24 de Agosto - O Japão anexa a Coreia.
- 1 de Setembro - É fundado o Sport Club Corinthians Paulista
- 5 de Outubro - Instauração da República em Portugal.
- 8 de Outubro - Política das Salvações: Bombardeio de Manaus.
- 15 de Outubro - Criada a Lei da Proscrição pela República Portuguesa.
- 7 de novembro - Realiza-se o primeiro voo comercial dos Irmãos Wright.
- 15 de Novembro - Assume o 8º Presidente eleito do Brasil, Marechal Hermes da Fonseca.
- 20 de Novembro - Começa a Revolução Mexicana, que depôs Presidente do México Porfirio Díaz, que instituiu a formação do México Moderno, e a Fundação do Partido Revolucionário Institucional e também a atual Constituição do México que foi promulgada em 1917
- 20 de Novembro - Fundação do Vitória Futebol Clube, de Setúbal, Portugal.
- 22 de Novembro - Inicia um motim na Marinha brasileira, ponto máximo do movimento conhecido como a Revolta da Chibata.
- 27 de Novembro - Os marinheiros amotinados depõem armas, pondo fim ao motim da Revolta da Chibata.
- 1 de Dezembro - Apresentação da atual Bandeira de Portugal, tornando-se o Dia da Bandeira aquando da comemoração do 270º aniversário da Restauração da Independência de Portugal.
- 10 de Dezembro - Congresso brasileiro aprova o Estado de Sítio no Brasil. Bombardeio dos revoltosos na Ilha das Cobras.
- 17 de Dezembro - Contestado: Inaugurada a Estrada de Ferro São Paulo-Rio Grande. Começam as desapropriações forçadas dos posseiros da região.
- José Canalejas y Méndez substitui Segismundo Moret y Prendergast como presidente do governo de Espanha.

## Nascimentos
- 12 de janeiro - Patsy Kelly, atriz norte-americana (m. 1981).
- 27 de fevereiro - Robert Buron, político francês, ministro e prefeito de Laval (m. 1973).
- 4 de março - Tancredo Neves, político, primeiro-ministro e presidente eleito do Brasil (m.1985).
- 23 de março - Akira Kurosawa, cineasta (m.1998).
- 2 de abril - Francisco Cândido Xavier, médium espírita brasileiro. (m. 2002).
- 14 de abril - Stanisław Kowalski, atleta polonês. (m .2022).
- 27 de abril - Ranieri Mazzilli, político e presidente do Brasil por duas vezes (m. 1975).
- 3 de maio - Aurélio Buarque de Holanda Ferreira, crítico literário, lexicógrafo, filólogo, professor, tradutor e ensaísta brasileiro. (m. 1989).
- 12 de maio - Mário de Melo Saraiva, médico, historiador, escritor e político português (m. 1998).
- 26 de maio - Adolfo López Mateos, presidente do México de 1958 a 1964 (m. 1968).
- 9 de junho - Patrícia Rehder Galvão, escritora e jornalista brasileira (m. 1962)
- 11 de junho – Jacques-Yves Cousteau, oficial da marinha francesa (m. 1997).
- 15 de junho - Suleiman Frangieh, presidente do Líbano de 1970 a 1976 (m. 1992).
- 23 de agosto - José María Guido, presidente da Argentina de 1962 a 1963 (m. 1975).
- 26 de agosto - Madre Teresa de Calcutá, beata albanesa naturalizada indiana, missionária e fundadora da congregação católica Missionárias da Caridade (m. 1997).
- 28 de setembro - Diosdado Macapagal, presidente das Filipinas de 1961 a 1965 (m. 1997).
- 11 de dezembro - Noel Rosa, sambista e compositor brasileiro (m. 1937).
- 14 de dezembro - Óscar Osorio, presidente de El Salvador de 1950 a 1956 (m. 1969)

## Falecidos
- 17 de janeiro - Joaquim Nabuco, abolicionista e diplomata brasileiro. (n. 1849).
- 21 de abril - Mark Twain, escritor dos Estados Unidos (n. 1835).
- 1 de maio - Nord Alexis, presidente do Haiti de 1902 a 1908 (n. 1820).
- 6 de maio - Eduardo VII, Rei do Reino Unido da Grã-Bretanha e Irlanda e Imperador da Índia (n. 1841).
- 24 de junho - Pedro VII, Rei do Reino do Congo (n. 1880).
- 9 de Agosto - Huo Yuanjia, lutador e artista chinês (n.1868).
- 13 de Agosto - Florence Nightingale, enfermeira (n. 1820).
- 14 de Agosto - Frank Podmore, socialista e pesquisador de fenômenos espíritas inglês (n. 1856).
- 21 de Agosto - Gustave Moynier, jurista e humanista suíço, co-fundador da Cruz Vermelha (n. 1826).
- 3 de Outubro - Miguel Bombarda, médico, escritor e político português. (n. 1851).
- 30 de Outubro - Jean Henri Dunant, filantropo suíço co-fundador da Cruz Vermelha. (n. 1828).
- 20 de Novembro - Liev Tolstói, Escritor Russo (n. 1828).

## Prémio Nobel
- Física - Johannes Diderik van der Waals.[1]
- Literatura - Paul Johann Ludwig von Heyse.[2]
- Química - Otto Wallach.[3]
- Medicina - Albrecht Kossel.[4]
- Paz - Gabinete Internacional Permanente para a Paz.[5]

## Epacta e idade da Lua
| Epacta gregoriana | 19 (XIX) |
| Idade da Lua      | Letra u  |

## Por tema
- 1910 na arte
- 1910 no Brasil
- 1910 na ciência
- 1910 no cinema
- 1910 no desporto
- Divisões administrativas em 1910
- 1910 no jornalismo
- 1910 na literatura
- 1910 na música
- 1910 na política
- 1910 na rádio
- 1910 no teatro
- 1910 na televisão